# Eutanasia voluntaria
La eutanasia voluntaria es la práctica de la finalización de la vida de una manera indolora. Tanto esta como el suicidio asistido han sido focos de interés a lo largo de los últimos años.
A fecha de 2009 existen formas legales de eutanasia voluntaria en Bélgica, Colombia, Luxemburgo, Países Bajos, Suiza y Canadá.

## Definición
El rechazo voluntario de alimento y fluidos o la renuncia a la nutrición e hidratación por parte del paciente, bordean el concepto de eutanasia; de hecho, algunos autores lo clasifican como eutanasia pasiva mientras otros lo consideran de forma separada porque se trata de modo diferente desde el punto de vista legal y, se percibe así como una opción más ética. El rechazo de alimentos se sugiere como una alternativa legal a la eutanasia en jurisdicciones que la prohíben.[cita requerida]